# Matayba domingensis
Matayba domingensis är en kinesträdsväxtart som först beskrevs av Dc., och fick sitt nu gällande namn av Ludwig Radlkofer. Matayba domingensis ingår i släktet Matayba och familjen kinesträdsväxter. Inga underarter finns listade i Catalogue of Life.